# José Alberto Martínez Trinidad
José Alberto Martínez Trinidad (Sant Sebastià, 20 de setembre de 1975) va ser un ciclista basc, professional entre 1998 i 2007. Bon contrarellotgista, la major part de les seves victòries han estat en aquesta especialitat, sent la més destacada el Critèrium Internacional de 2002.

## Palmarès
- 1999
  - Vencedor d'una etapa del Gran Premi del Midi Libre
  - Vencedor d'una etapa del Gran Premi Jornal de Noticias
- 2000
  - Vencedor d'una etapa de la Volta a Burgos
  - Vencedor d'una etapa del Gran Premi Portugal Telecom
- 2002
  - 1r al Critèrium Internacional
- 2005
  - 1r a la Clàssica Loira Atlàntic
- 2006
  - 1r a la Bayern Rundfahrt
  - Vencedor d'una etapa del Critèrium Internacional

### Resultats a la Volta a Espanya
- 2000. Abandona
- 2001. 28è de la classificació general
- 2002. 112è de la classificació general
- 2003. 31è de la classificació general
- 2004. Abandona (17a etapa)

### Resultats al Tour de França
- 2006. Abandona (12a etapa)